# ジュリアス・スターリング・モートン

ジュリアス・スターリング・モートン（Julius Sterling Morton, 1832年4月22日 - 1902年4月27日）は、アメリカ合衆国の政治家。第2次グロバー・クリーブランド政権で第3代アメリカ合衆国農務長官を務めた。ブルボン民主党の代表的人物として知られる。

## 生い立ちと初期の経歴
1832年4月22日、モートンはニューヨーク州ジェファーソン郡のアダムズにおいて誕生した。モートンは間もなくミシガン州デトロイトへ移り、ミシガン大学へ進学した。モートンは友愛会カイ・プサイに所属した。モートンは1854年にミシガン大学を卒業した。

## ネブラスカ州での活動
1855年、モートンは妻とともにネブラスカ準州に移住し、ネブラスカシティに土地を所有した。モートンは1858年から1861年までネブラスカ準州秘書官を務めた。また1858年12月から1859年5月まで、および1861年2月から同年3月まで、準州知事代行も務めた。
モートンは農学者としても高い評価を受けた。モートンは農業や林業の近代的技術を広く世間に広めることに努めた。モートンが行った業績の中で最も著名なものに、植樹祭の提唱したことが挙げられる。1872年1月4日、モートンはネブラスカ州域の緑化を目的として、植樹祭を提案した。最初の植樹祭は同年4月10日に実施され、ネブラスカ州内に100万本を超える樹木が植えられた。
植樹活動が始まる以前のネブラスカ州は一大荒蕪地（荒地）であったが、植樹活動により20年後には70万エーカーの森林が造成され、周囲に豊かな農耕地も広がるようになった。
モートンは農政活動によりネブラスカ州での知名度を獲得した。

## アメリカ合衆国農務長官
1893年3月に第2次グロバー・クリーブランド政権が発足すると、モートンは農政の能力を買われて農務長官に起用された。モートンは農務省の改造を実施し、農業従事者に対する包括的支援を主眼とした組織へと組み替えた。また1891年の保安林法に基づき、10万平方キロメートルを超える区域を国有保安林として指定した。1897年3月、モートンはクリーブランド大統領の任期満了に伴い農務長官を退任した。

## 晩年
1897年、モートンはネブラスカ州の歴史を記述した図版入り資料を作成する計画を立て、執筆を開始した。同資料はモートンの死後に Illustrated History of Nebraska として纏められ、1905年から1913年にかけて全3巻が出版された。またモートンは、週刊雑誌 The Conservationist の出版も行った。

## 死とその後
1902年4月27日、モートンは療養中のイリノイ州レイクフォレストにおいて死去した。モートンの遺体はネブラスカ州ネブラスカシティのワイカ墓地に埋葬された。モートンが1855年にネブラスカシティで建設した自邸はその後、州立公園の一部として保存されている（アーバロッジ州立歴史公園および樹木園）。
1937年、ネブラスカ州は連邦議事堂の国立彫像ホール・コレクションに、モートンの銅像を寄贈した。

## 家族
父親はジュリアス・デューイ・モートン (Julius Dewey Morton, 1808-1865)、母親はエメライン・スターリング (Emmeline Sterling, 1812-1890) であった。モートンは1854年10月30日にカロライン・ジョイ (Caroline Joy, 1833-1881) と結婚した。モートンはカロラインとの間に、以下の子供をもうけた。
- ジョイ・モートン (Joy Morton, 1855-1934) - モートンソルト社を創設
- ポール・モートン (Paul Morton, 1857-1911) - 第36代アメリカ合衆国海軍長官
- マーク・モートン (Mark Morton, 1858-1951)
- カール・モートン (Carl Morton, 1865-1901)